# Dhoom 3
Dhoom 3 è un film del 2013, diretto da Vijay Krishna Acharya. Si tratta del trequel di Dhoom 2 (2006).

## Trama
A Chicago nel 1990 Iqbal Haroon Khan, proprietario dello spettacolo "The Great Indian Circus", non è in grado di saldare il debito contratto con una banca, ed in seguito al rifiuto di una dilazione si suicida di fronte ad Anderson, direttore della banca in questione. Il giovane figlio Sahir Khan assiste alla scena. Ventitre anni dopo, Sahir rapina varie filiali della Western Bank di Chicago, adottando metodi di fuga spericolati. Nonostante tutti gli sforzi delle forze dell'ordine, non è possibile sventare le rapine, quindi l'agente Victoria convoca l'assistente commissario Jai Dixit ed il suo partner Ali, per ottenere aiuto nella risoluzione del caso. Jai (che a tutti gli effetti è il protagonista della serie Dhoom) sfida il misterioso ladro a rubare di nuovo, e si crea una situazione di schermaglie in cui Sahir si propone come informatore di Jai, studiando la banca da svaligiare ed allo stesso tempo lasciando a Jai indizi da seguire. Il colpo va a buon fine, ma Sahir viene ferito.
Sahir è di scena in una grande premiere della versione rinnovata di "The Great Indian Circus", in cui esegue con la nuova acrobata, Aaliya, un numero che si conclude con la scomparsa di Sahir, che riappare subito dopo nella parte opposta del teatro. Lo spettacolo è un successo, ma Jay, Ali e la polizia circondano Sahir, accusandolo del furto. Quando lo esaminano però non trovano la ferita da arma da fuoco. In un secondo momento si scopre che Sahir ha un fratello gemello autistico, Samar, che lo aiuta nei suoi colpi, e si scopre anche che è stato Samar a subire la ferita.
Jai viene licenziato dal caso, ma incoraggiato da Ali effettua delle indagini per proprio conto e scopre Samar, riuscendo a fare amicizia con lui. Scopre così che Samar si è innamorato di Aaliya, e lo spinge a dichiararsi per creare una frattura fra i due gemelli. Approfittando di questa situazione di insicurezza, Jai riesce a fermare i due fratelli mentre stanno scappando da una rapina, ma Sahir pur di non farsi arrestare si lancia da una diga e Samar lo segue. La Western Bank di Chicago fallisce a causa dei furti, ed Aaliya gestisce lo spettacolo "The Great Indian Circus" in ricordo dei due fratelli.

## Colonna sonora
1. Siddharth Mahadevan, Shilpa Rao – Malang – 4:33
2. Sunidhi Chauhan – Kamli – 3:55
3. Mohit Chauhan – Tu Hi Junoon – 5:02
4. Aditi Singh Sharma – Dhoom Machale Dhoom – 3:56
5. Shivam Mahadevan, Anish Sharma – Bande Hain Hum Uske – 3:05
6. Dhoom Tap (strumentale) – 2:47
7. Dhoom : 3 Overture (strumentale) – 4:10
8. Naya – Dhoom Machale Dhoom (lingua araba) – 3:48
9. Mia Mont – Dhoom Machale Dhoom (spagnolo) – 3:47